# يونا كيم
يونا كيم (بالإنجليزية: Euna Kim)‏ (من مواليد 27 أكتوبر 1994)، مغنية ومغنية راب أمريكية كورية جنوبية، ظهرت كمتنافسة على في Superstar K 3 عام2011 و Unpretty Rapstar 3 عام 2016 و The Unit عام 2017.

## المهنة
بدأت كيم مسيرتها في الغناء في عام 2011 كمسابقة في برنامج المواهب التلفزيونية Superstar K 3، وبعد ذلك انضمت إلى واي جي إنترتينمنت كان من المفترض أن تظهر لأول مرة كعضوة في فرقة فتيات جديدة، لكنها تركت الشركة في عام 2013 قبل ظهورها لأول مرة.
قدمت كيم ظهورها الفردي لأول مرة في عام 2014 مع أغنية "Love Me Love" الفردية تعاون مغ يون مي راي وتايجر جي كي وبيزي،في عام 2015، انضمت إلى فرقة الفتيات The Ark.
في عام 2016، شاركت كيم في برنامج الراب مغنيات الراب الغير جميلات (الموسم 3) وفي وقت لاحق من ذلك العام، وقعت مع Maroo Entertainment.  في عام 2017، شاركت في برنامج The Unit ، حيث احتلت المركز العاشر.  في عام 2018، شكلت كيم وعضوة فرقة The Ark السابق جيون مين جو الثنائي KHAN وأصدروا أغنية «أنا فتاتك؟».
على الرغم من أن وكالة Maroo قد أزالت الثنائي KHAN بهدوء من قسم الفنانين على موقعها الرسمي في ديسمبر 2019، إلا أن كيم لم تؤكد إنفصتا الثنائي حتى مارس 2020، ردًا على تعليق على صفحتها الشخصية على إنستغرام.

## روابط خارجية
- يونا كيم على موقع ميوزك برينز (الإنجليزية)